# 藤田製作所
株式会社藤田製作所（ふじたせいさくしょ）は、愛媛県西条市に本社を置く環境・省力機器及び縦型旋盤他の機械を製造・販売する企業。

## 沿革
- 1936年（昭和11年）4月 - 創業者の藤田保次郎が住友重機械鋳鍛（現・住友重機械ハイマテックス）の鋳造工場を分社し、愛媛県新居浜市で創業。
- 1971年（昭和46年）4月 - 株式会社藤田製作所として法人改組。
- 1984年（昭和59年）4月 - 西条東部臨海工場（現・ひうち工場）竣工。
- 2001年（平成13年）4月 - 代表取締役社長に藤田秀一郎が就任。

## 主な商品
- 鋳造品・製缶品・大型機械加工及びアッセンブリー各種